# المناطق العسكرية (الإمبراطورية الروسية)
المناطق العسكرية في الإمبراطورية الروسية هي 13 منطقة يتوزع فيها الجيش الإمبراطوري الروسي، كل منطقة عسكرية تشترك بوحدات وتشكيلات عسكرية مشتركة إضافة إلى الأكاديميات والمنشئات العسكرية المحلية.
1. منطقة بطرسبرغ العسكرية
2. منطقة فنلندا العسكرية
3. منطقة فيلنو العسكرية
4. منطقة ليفوانيا العسكرية
5. منطقة وارسو العسكرية
6. منطقة كييف العسكرية
7. منطقة أوديسا العسكرية
8. منطقة موسكو العسكرية
9. منطقة قازان العسكرية
10. منطقة القوقاز العسكرية
11. منطقة تركستان العسكرية
12. منطقة أومسك العسكرية
13. منطقة إيركوتسك العسكرية
14. منطقة أرمر العسكرية